# 마인크래프트
《마인크래프트》(영어: Minecraft)는 스웨덴의 게임 개발사 모장 스튜디오가 제작한 샌드박스 비디오 게임이다.
'하드코어 모드', 제작자를 위한 '디버그 모드' 등을 지원한다. 사용자가 제작한 전용 모드를 통해서 새로운 게임플레이 요소들을 삽입할 수 있다. 기본적으로 1인칭 시점에서 게임이 진행되나, 플레이어가 직접 시점을 바꿀 수도 있다. 3인칭 전방과 3인칭 후방이 있다.
게임 내 세상은 '블록'이라 지칭하는 정육면체 모양의 물체 및 액체로 이뤄져있으며, 게임 내에서 발견할 수 있는 흙, 돌, 나무, 물, 용암 등 모든 물질은 블록 형태로서 존재한다. 게임에서 행할 수 있는 활동들은 대개 이런 블록들을 이동해 배치하는 것으로 시작한다.
플레이어는 게임 내 공간을 자유롭게 움직일 수 있는 반면 블록들의 위치는 3차원 좌표계에 맞춰 배열되며, 플레이어가 블록을 채취해 보유하다가 다른 곳에 재배치해 구조물을 지을 수 있다.
마인크래프트에서는 세계를 구성하는 물질 블록 이외에 특수 구성분도 존재한다. '레드스톤'이라 불리는 물질은 블록 외곽에 칠하는 형태로 설치되며, 이를 통해 논리 회로를 포함한 원시적인 전자 회로 체계를 제작해 간단하고 복잡한 회로 시스템을 설계할 수 있다.
게임 내 세계는 플레이어가 탐험하면서 절차적으로 생성되는 무한히 펼쳐진 공간이다. 세계를 구축할 때의 시스템 시간이나 플레이어 임의의 선택으로 획득하는 맵 시드에 따라 공간이 만들어진다. 마인크래프트의 세계는 수직상 높이에는 제한이 있으나 수평상 크기는 거의 무한히 늘어날 수 있는데, 이는 세계의 한 구획을 담은 '청크' 단위의 데이터로 저장해 플레이어가 인접할 때마다 불러오는 방식을 사용하기 때문에 가능한 일이다. 게임 내 세계는 사막, 정글, 얼음지대 같은 생물 군계과 평지, 산, 숲, 동굴, 각종 용암 및 물 지대같은 지형으로 나뉜다. 게임 내에서 시간은 실시간으로 흘러 밤낮이 바뀌며 게임 내 하루는 현실 시간의 약 20분에 해당된다.
시작 시에 기본 스킨인 스티브나 알렉스 중 하나를 플레이어 캐릭터로 선택하거나, 2010년 업데이트에서 추가된 사용자 제작 스킨 기능을 선택해 플레이할 수 있다. 또한 스킨 제작 사이트에 들어가 자신만의 창의적인 스킨을 만들 수 있다. 게임 내에서는 동물, 주민, 몬스터 등 몹이라 지칭하는 다수의 NPC들이 등장한다.

## 개발

### 버전
| 2009 | 프리클래식                          |
| 2009 | 클래식                              |
| 2009 | 서바이벌 테스트                     |
| 2010 | 인데브                              |
| 2010 | 인프데브                            |
| 2010 | 알파                                |
| 2010 | 베타                                |
| 2011 | 베타                                |
| 2011 | 베타 1.8, 정식 1.0: "모험 업데이트" |
| 2012 | 1.1 : 모험 업데이트                 |
| 2012 | 1.2 : 모험 업데이트                 |
| 2012 | 1.3 : 모험 업데이트                 |
| 2012 | 1.4 : 무서움 업데이트               |
| 2013 | 1.5: 레드스톤 업데이트              |
| 2013 | 1.6: 말 업데이트                    |
| 2013 | 1.7: 월드 업데이트                  |
| 2014 | 1.8: 풍부함 업데이트                |
| 2015 |                                     |
| 2016 | 1.9: 전투 업데이트                  |
| 2016 | 1.10: 프로스트번 업데이트           |
| 2016 | 1.11: 탐구 업데이트                 |
| 2017 | 1.12: 색의 세계 업데이트            |
| 2018 | 1.13: 아쿠아틱 업데이트             |
| 2019 | 1.14: 마을과 약탈 업데이트          |
| 2019 | 1.15: 윙윙거리는 벌들 업데이트      |
| 2020 | 1.16: 네더 업데이트                 |
| 2021 | 1.17: 동굴과 절벽 업데이트 Part 1   |
| 2021 | 1.18: 동굴과 절벽 업데이트 Part 2   |
| 2022 | 1.19: 와일드 업데이트               |
| 2023 | 1.20: 모험과 이야기 업데이트        |
| 2024 | 1.21: 까다로운 시련 업데이트        |

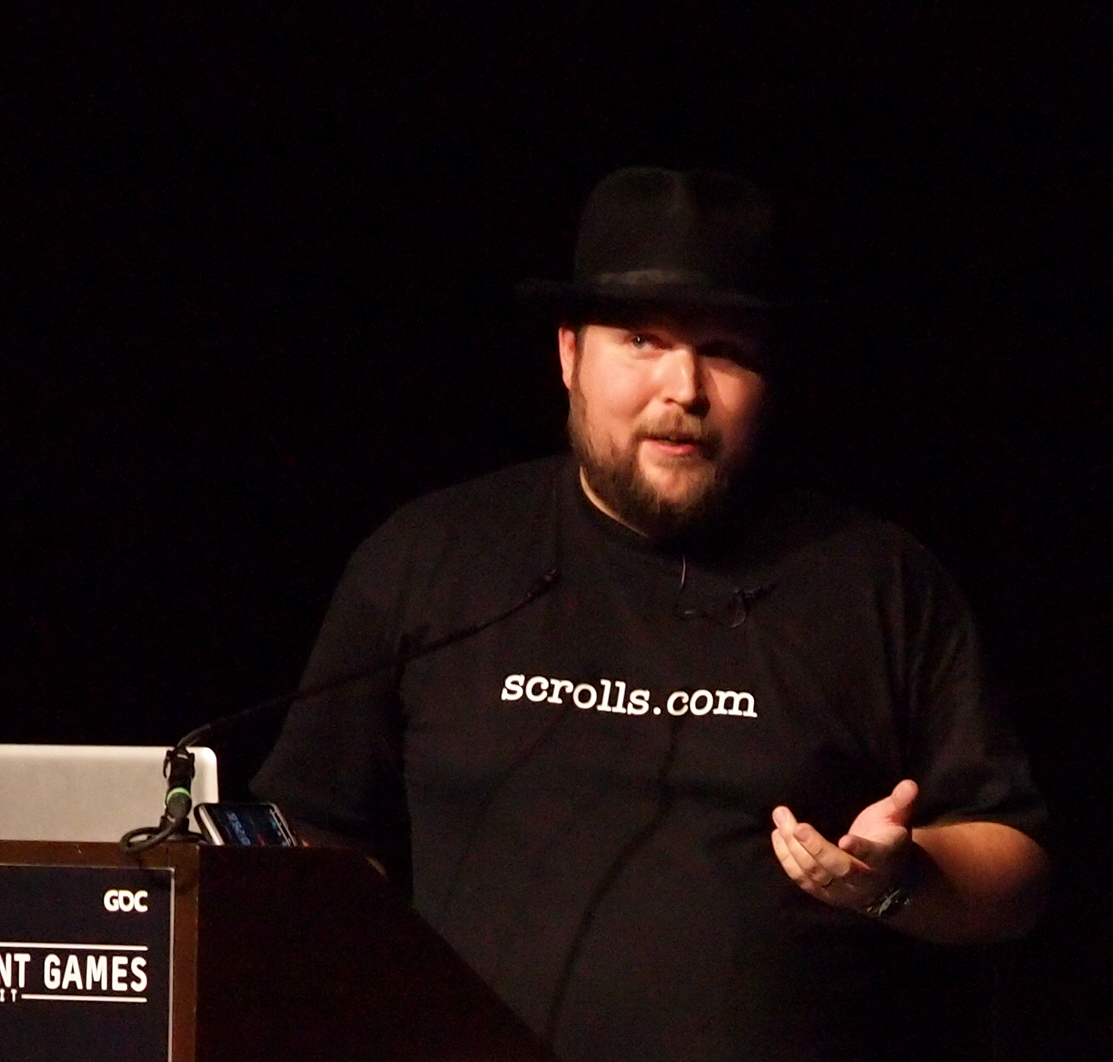
GDC 2011에서의 《마인크래프트》 제작자 마르쿠스 페르손

《마인크래프트》 제작을 시작하기 전 마르쿠스 페르손은 2009년 3월까지 킹에서 근무했으며, 웹 게임을 주로 관리하며 여러 프로그래밍을 언어를 습득했다. 그는 다른 게임에서 영감을 받은 것을 토대로 시간이 날 때마다 자택에서 게임을 제작했으며 독립 개발자들이 자주 모이는 게임 포럼 TIGSource에도 자주 방문했다. 그가 제작한 프로토타입 중 하나는 '루비덩 (RubyDung)'이다. 《루비덩》은 《드워프 포트리스》에 착안하고 《롤러코스터 타이쿤》처럼 3D 환경으로 제작한 건축 게임이다. 이 게임에는 그가 한 게임을 제작하던 중 《그랜드 셰프트 오토: 차이나타운 워즈》의 그래픽을 흉내내기 위해 고안한 3D 텍스터 매퍼가 사용됐다. 《루비덩》에는 《던전 키퍼》처럼 일인칭 시점을 도입하려는 시도가 있었으나 그래픽의 픽셀이 너무 두드러지게 보인다는 이유로 그만뒀다. 2009년 3월 경에 페르손은 킹에서 퇴사하고 제이앨범 (jAlbum)에 취직하며 프로토타입 제작을 이어나갔다.
한편 2009년 4월에 출시된 재크트로닉스의 블록 기반 채광 게임 《인피니마이너》는 페르손의 관심을 끌어 이후 그가 루비덩의 개발 방향을 잡는 데 기여했다. 《인피니마이너》에 소개된 일인칭 시점 모드, 블록 기반 건축 게임플레이 및 블록 그래픽 화풍 모두 차후 《마인크래프트》가 될 페르손의 프로젝트에 지대한 영향을 끼쳤다. 《인피니마이너》와의 차이점이라면 《마인크래프트》에서 페르손은 롤플레잉 게임 요소들을 도입하려 했다는 점이다.
차후 '자바 버전'이라는 부제로 불리게 될 《마인크래프트》의 최초판은 2009년 5월부터 개발이 시작됐다. 당시 페르손은 《마인크래프트》의 초기 모습이 담긴 영상을 유튜브에 공유했다. 《마인크래프트》에 필요한 프로그래밍은 페르손이 그 달의 한 주말에 걸쳐 작업하면서 마쳤고 이후 2009년 5월 15일에 TIGSource의 IRC 채널을 통해 비공개적으로 첫 게임 플레이 테스트가 이뤄졌으며, 이 때 포럼에서 받은 반응을 바탕으로 업데이트를 제작을 계속했다. 이 당시에 배포한 판은 '클래식 에디션'이라는 이름으로 지칭한다. 이후 페르손은 개발을 계속하면서 2009년 9월에 '서바이벌 테스트 (Survival Test)', 2010년 6월에는 '인데브 (Indev)'라 불리는 판을 출시했다.
2010년 6월 30일, 최초의 대형 컨텐츠 업데이트가 도입된 '알파'판이 공개됐다. 이 당시까지만 해도 페르손은 제이앨범에서 계속 근무하고 있었으나 《마인크래프트》 알파판의 판매량이 급속도로 증가하자 개발에 전적으로 집중하기 위해 직장을 그만뒀다. 페르손은 사용자들에게 자동으로 게임을 배포하는 시스템을 마련하면서 새로운 아이템, 블록, 몹을 추가하고 서바이벌 모드나 게임 내 물리현상을 추가하는 등의 업데이트를 제작했다. 《마인크래프트》의 제작을 보조하기 위해 게임 판매에서 얻은 수익으로 비디오 게임 개발사 모장을 설립했다. 모장의 공동 창업자로 킹에서 페르손의 동료였던 제이콥 포저와 제이앨범의 CEO 칼 마네가 있었다.
2010년 12월 11일, 페르손은 같은 달 20일에 《마인크래프트》 베타판을 출시하겠다고 발표했다. 해당 공표에서 차후 버그 수정과 최종 출시판을 포함한 업데이트는 구매자 모두에게 무료로 제공할 것이라고 더했다. 베타판 개발동안 모장은 게임 개발을 위한 직원들을 추가로 고용했다.
《마인크래프트》의 정식판은 2011년 11월 18일, 모장이 게임 개발의 베타 단계를 벗어나면서 공식적으로 출시됐다. 2011년 12월 1일, 옌스 베리엔스텐이 페르손을 대체해 《마인크래프트》의 컨텐츠 창작을 감독하는 총괄 디자이너가 됐다. 2012년 2월 28일에는 《마인크래프트》 서버 모드에 대한 지원을 위해 마인크래프트 개발자 API '버킷 (Bukkit)'를 제작한 인원들을 섭외했다고 발표했다. 해당 결정을 통해 모장은 서버 모드 '크래프트버킷 (CraftBukkit)'에 대한 소유권도 획득했다고 했으나, 해당 모드는 일반 공중 사용 허가서와 약소 일반 공중 사용 허가서 라이센스를 사용한 오픈 소스 프로젝트였기 때문에 모장의 주장은 의구심을 샀다.
2014년 9월 15일, 마이크로소프트는 미화 25억 달러를 지불하고 《마인크래프트》 지적 재산권과 함께 모장을 인수하는 계약을 체결했다고 발표했다. 이전에 페르손은 게임에 소프트웨어 사용권 동의가 도입된 지 3년 후 해당 각서에 포함된 조항을 적용하려 하다 비난을 받자 트위터를 통해 아무 기업이 자신의 《마인크래프트》 주식을 매입했으면 한다는 의견을 비친 바 있다. 페르손에 따르면 이 글을 남긴 직후 모장의 CEO 칼 마네가 마이크로소프트측의 임원에게 해당 발언이 진심이냐는 질문이 담긴 연락을 받았다고 한다. 마이크로소프트 이외에 모장은 액티비전 블리자드와 일렉트로닉 아츠에게도 제의를 받았다. 마이크로소프트와의 계약은 2014년 11월 6일 발효되면서 페르손은 포브스가 선정하는 '세계 최대의 억만장자'에 이름을 올렸다.
2011년 '모험 업데이트'라는 이름으로 출시된 정식판 이후 《마인크래프트》는 수많은 대규모 업데이트를 지속적으로 발매해 구매자들에게 무료로 제공하고 있다. 2020년 4월 16일, 제조 회사 엔비디아는 자사의 엔비디아 RTX 그래픽 처리 장치를 활용해 물리 기반 렌더링, 광선 추적 및 딥 러닝 슈퍼 샘플링을 적용한 《마인크래프트》 베타판을 공개했다.

### 음악

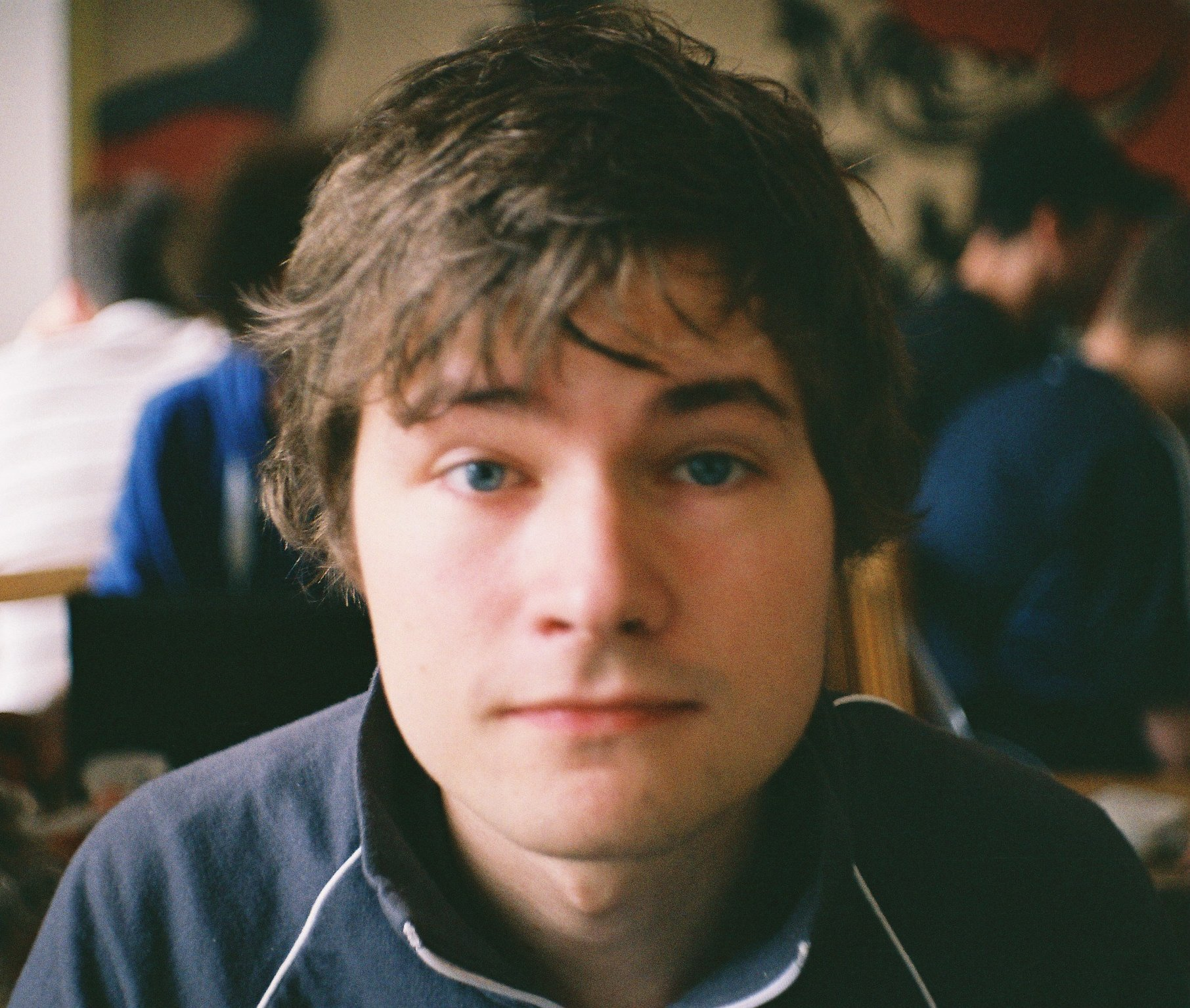
총괄 작곡가 C418

《마인크래프트》의 음악과 효과음은 활동명 C418으로 알려진 독일의 음악가 다니엘 로젠펠드가 만들었다. 《마인크래프트》의 배경음악은 주로 악기 편성의 앰비언트 음악이다. 2011년 3월 4일, 로젠펠드는 《마인크래프트》 음악 대부분과 기타 미사용곡들이 수록된 사운드트랙 〈마인크래프트 – 볼륨 알파〉를 발매했다. 2013년 11월 9일, 후기 버전에 추가된 음악들 위주로 수록된 두 번째 공식 사운드트랙 〈마인크래프트 – 볼륨 베타〉가 발매됐다.
로젠펠드 이외에 《마인크래프트》에 기여한 작곡가로 새뮤얼 알버그, 가레스 코커, 레나 레인이 있다.

## 캐릭터

### 플레이어
스티브, 알렉스, 써니, 카이, 마케나, 주리, 에페, 아리, 노어

### 몹
마인크레프트에서 사용되는 몹들 중에는 플레이어에게 직접적인 피해를 주지 않는 비공격적 몹, 특정 조건에서만 플레이어를 공격하는 중립적 몹, 플레이어를 항상 선제 공격하는 공격적 몹, 보스 몹이 있다.

#### 비공격적
돼지 ·  양 ·  소 ·  무시룸 ·  닭 ·  오실롯 ·  고양이 ·  주민(실업자, 농부, 어부, 양치기, 화살 제조인, 사서, 지도 제작자, 성직자, 갑옷 제조인, 무기 대장장이, 도구 대장장이, 석공, 도살업자, 가죽 세공인, 멍청이, 아기 주민) ·  말 ·  당나귀 ·  노새 ·  스켈레톤 말 ·  좀비 말 ·  토끼 ·  거북 ·  여우 ·  스트라이더  ·  아홀로틀 ·  개구리 ·  올챙이 ·  알레이 ·  앵무새 ·  오징어 ·  발광 오징어 ·  눈 골렘 ·  박쥐 ·  대구 ·  연어 ·  열대어 ·  떠돌이 상인 ·  낙타 ·  스니퍼 ·  아르마딜로

#### 중립적
거미 ·  동굴 거미 ·  늑대 ·  엔더맨 ·  철 골렘 ·  라마 ·  상인 라마 ·  판다 ·  꿀벌 ·  염소 ·  북극곰 ·  돌고래 ·  좀비화 피글린

#### 공격적
좀비 ·  좀비 주민 ·  스켈레톤·  크리퍼(충전된 크리퍼) ·  슬라임 ·  가스트 ·  좀벌레 ·  블레이즈 ·  마그마 큐브 ·  마녀 ·  복어 ·  가디언 ·  엘더 가디언 ·  엔더마이트 ·  셜커 ·  위더 스켈레톤 ·  스트레이 ·  허스크 ·  드라운드 ·  변명자 ·  소환사 ·  벡스 ·  약탈자 ·  파괴수 ·  팬텀 ·  피글린 ·  난폭한 피글린 ·  호글린 ·  조글린 ·  워든 ·  브리즈 ·  보그드 ·  크리킹 ·  스켈레톤 기병  ·  스파이더 조키  ·  치킨 조키

#### 보스
엔더 드래곤, 위더

## 구조물
| 공통          | 무너진 차원문 |
| 지상          | 마을(평원 마을, 사막 마을, 사바나 마을, 타이가 마을, 눈 덮인 마을) · 사막 피라미드 · 정글 사원 · 늪지 오두막 · 이글루 · 삼림 대저택 · 약탈자 전초기지 |
| 지하          | 폐광 · 근거지 · 땅에 묻힌 보물 · 고대 도시 · 흔적 폐허 · 시련의 회당                                                                                  |
| 바다          | 바다 유적 · 해저 폐허 · 난파선 |
| 네더          | 네더 요새 · 보루 잔해 · 네더 화석 |
| 엔드          | 엔드 도시 |
| 유사 구조물   | 던전 · 흑요석 발판 · 흑요석 기둥 · 출구 차원문 · 사막 우물 · 보너스 상자 · 엔드 관문 · 화석 · 자수정 정동                                             |
| 삭제된 구조물 | 벽돌 피라미드 · 흑요석 벽 · 인데브 집 · 유리 기둥 |

## 에디션
마인크래프트 에디션은 크게 자바에디션, 베드락에디션,닌텐도 에디션, 에듀케이션 에디션으로 나뉘지만, 여기에서는 더욱 자세하게 서술한다.

### 자바 에디션
《자바 에디션》은 초기부터 내려져 오는 전통 에디션이다. 대부분의 유저들은 자바 에디션을 주로 사용한다. 모드, 리소스팩, 서버 등 콘텐츠가 굉장히 많다.
해당 버전은 PC(Windows, macOS, Linux)에서만 사용이 가능하다.

### 마인크래프트 클래식
《마인크래프트 클래식》은 온라인으로 제공되는 마인크래프트의 옛 버전이다. 더 이상 판올림(업데이트)은 되지 않는다. 마인크래프트 10주년을 기념해 만들어졌다. 공식 사이트에서 무료로 체험할 수 있다.

### Windows 10 에디션
《마인크래프트 베드락 에디션》을 PC버전으로 바꾼 에디션이다. 이름 때문에 꽤 많은 사람들이 자바에디션을 사야 하는데 이 에디션을 사는 실수를 많이 한다. 마인크래프트 자바 에디션을 제외한 거의 모든 시리즈와 연동이 가능하고, 다른 에디션과 달리 RTX 베타를 사용할 수 있다.

### Pocket 에디션
《마인크래프트 베드락 에디션》을 기반으로 만들어졌으며 모바일, 태블릿 PC에서 실행이 가능하다.

### Pi(파이) 에디션
《파이 에디션》은 라즈베리 파이를 위해 만들어졌다.

### 4k
4킬로바이트 이하의 게임을 만드는 4K 게임 프로그래밍 대회(en: Java 4K Game Programming Contest)를 위해 단순화된 판이다. 세계는 크기가 64 x 64 x 64로 유한하고 하늘은 검은색이다. 플레이어는 잔디, 흙, 돌, 나무, 잎, 벽돌을 배치하거나 파괴할 수만 있다.

### 베드락 에디션
《마인크래프트 베드락 에디션》은 안드로이드, 윈도우 10, XBOX, 닌텐도 스위치, 플레이 스테이션 등 다양한 플랫폼을 지원하는 다중 플랫폼 판이다. 기존에 이 플랫폼들에 맞추어 배포된 판들은 모두 베드락 에디션으로 대체되었다. 베드락 에디션의 각 플랫폼별 배포판은 거의 차이가 없다. 기존에 안드로이드와 iOS용으로 개발되었던 포켓에디션의 소스코드를 기반으로 한다. 자바 에디션과 달리 번역 오류나 시스템 이상이 비교적 잦다. 예를 들어 자바 에디션의 '후렴과'가 '코러스 열매'로 번역되거나 '네더라이트'가 '네테라이트', '퍼퍼블록'이'보라보라블록'으로 번역되는 등 여러 번역 오류가 있다. 유독 한국판에서의 오역이 심하다는 지적도 있다.

## 평가
《마인크래프트》는 플레이어가 하여금 무한에 가까운 자유도로 게임을 진행할 수 있다는 점에서 호평을 받았다.

## 문화적 영향
2019년 9월, 〈가디안〉은 《마인크래프트》를 21세기 시작부터 당시까지 통틀어 20년간의 기간 중 출시된 최고의 게임으로 선정했다. 2019년 11월 〈폴리곤〉은 2010년대를 돌아보는 회고 기사에서 "10년동안의 기간 중 가장 중요한 게임"이라고 칭했다. 2019년 12월, 〈포브스〉는 《마인크래프트》를 2010년대 최고의 게임 목록에 포함하면서 "의심할 바 없이 최근 10년 중에서 중요한 게임들 중 하나"라고 적었다. 2020년 6월, 《마인크래프트》는 세계 게임 명예의 전당에 입성했다.
《마인크래프트》는 게임을 완성하기 위한 자금을 마련하기 위해 앞서 해보기 모델을 사용해 성공을 거둔 게임의 시초로 거론된다. 2010년대 초부터 《마인크래프트》 열풍에 따라 소규모 게임 제작사들의 산업 진입이 넓어지면서, 이런 소규모 제작사가 앞서 해보기 모델을 적용하는 유행을 만드는 데 크게 기여했다.
유튜브, 페이스북과 레딧같은 소셜 미디어 웹사이트 또한 《마인크래프트》의 성공에 크게 작용했다. 펜실베이니아 대학교 애넌버그 방송학과의 조사에 따르면 《마인크래프트》 이용자의 3분의 1이 인터넷의 비디오를 통해 게임을 처음 접했다고 한다. 2020년 10월 14일, 2009년 마인크래프트 출시 이래 유튜브에 마인크래프트 관련 영상이 약 1,913,742개가 올라오며 기네스 세계 기록에서 '유튜브에서 가장 유명한 비디오 게임'이란 이름으로 등록되었다. 2021년 12월 15일, 유튜브에서 마인크래프트 관련 영상들의 총 조회수가 1조뷰를 돌파하여 축하 영상이 업로드 되었으며 당일 유튜브 로고가 바뀌는 이벤트도 있었다.

### 교육
미국 뉴욕 맨해튼의 컬럼비아 예비학교(영어: Columbia Grammar and Preparatory School) 컴퓨터 교사인 조엘 레빈(영어: Joel Levin)은 마인크래프트를 교재로 선택하고 수업의 과정과 결과를 블로그에 공개하였다. 교사인 조엘 레빈 스스로도 "수업 내용에 아랑곳하지 않고 게임에만 집중하거나, 게임을 혼자서만 했기 때문에 협동을 하지 않거나, 파괴하는 요소가 없어 지루해하지 않을까?"라는 고민을 했으나 그의 딸이 게임에 적응하는 것을 보고 수업을 결심했고, 실제 수업을 진행해 본 결과 따로 전용 수업이 개설될 정도로 인기를 끌었다고 한다.
또한 개발자 스튜어트 덩컨은 자폐증 아이들과 그 가족들을 위해서 어트크래프트(Autcraft)를 만들어 자폐아들을 위한 놀이 및 치료 공간으로 마인크래프트를 활용하기도 했다. 또한 마인크래프트 PE 버전에 '교육 에디션' 이 추가되어 주기율표가 생겼고, 여러가지 화합물들로 제품도 만들 수 있어서 과학 공부도 할 수 있게 되었다.

### 모방작
《마인크래프트》 출시 후 이를 모방하거나 게임플레이 면에서 유사한 비디오 게임들이 등장했다. 그 예시로 《에이스 오브 스페이드》, 《캐슬마이너》, 《크래프트월드》, 《테라리아》, 《토탈 마이너》, 《포트리트크래프트》가 있다.

### 마인콘
마인콘은 《마인크래프트》의 공식 팬 컨벤션이다. 1년에 한 번 열리며 장소는 무작위로 선정되고, 주로 유럽이나 미주에서 개최된다. 참여자에게는 마인크래프트 내에서 착용할 수 있는 망토를 지급한다.
2017년부터는 '마인콘 어스'라는 이름으로 개최되고 있다. 그러나 2020년 마인콘 어스와 함께 오프라인 행사인 마인페스티벌이 2016년 이후 4년만에 열기로 했다. 하지만 코로나19 범유행로 인해 마인페스티벌이 2021년 9월로 연기되었다. 마인콘 라이브는 2020년 10월 3일에 개최됐다.

## 같이 보기
- 엑스박스 게임 스튜디오
- 모장 스튜디오

### 미디어 프랜차이즈
- 레고 마인크래프트
- 마인크래프트 (책)
- 마인크래프트: 스토리 오브 모장
- 마인크래프트 무비
- 마인콘

### 인물
- 마르쿠스 알렉세이 페르손(별명:노치)
- 옌스 베리엔스텐
- 네이선 애덤스
- C418

### 시리즈 및 버전
- 마인크래프트 베드락 에디션
- 마인크래프트 에듀케이션 에디션
- 마인크래프트: 스토리 모드
- 마인크래프트 던전스
- 마인크래프트 어스

### 서버
- 2b2t
- 마인플렉스
- 하이픽셀

### 내용주
1. ↑  콘솔판 개발은 4J 스튜디오, 뉴 닌텐도 3DS 이식판은 아더 오션 인터렉티브가 담당.
2. ↑  PC/자바, 안드로이드, iOS, Wii U, 닌텐도 3DS, 닌텐도 스위치
3. ↑  엑스박스 360, 엑스박스 원, 윈도우 폰, 윈도우 10 에디션
4. ↑  플레이스테이션 3, 플레이스테이션 4, 플레이스테이션 비타
5. ↑  2009~2011
6. ↑  2011~
7. ↑  추후 업데이트에서 새뮤얼 아버그, 가레스 코커, 레나 레인이 추가 작곡.
8. ↑  마인크래프트는 2009년 5월 17일 처음으로 플레이 가능한 베타로 공개됐다.[1] 이후 정식판은 2011년 11월 18일에 출시됐다.

### 참조주
1. ↑  Persson, Markus (2009년 5월 17일). “Minecraft 0.0.11a for public consumption : The Word of Notch”. 《Tumblr》. 2015년 7월 16일에 원본 문서에서 보존된 문서. 2018년 4월 1일에 확인함.
2. ↑  Purchese, Robert (2011년 11월 23일). “Minecraft 1.0 launch patch notes”. 《Eurogamer》. Eurogamer Network. 2013년 2월 3일에 원본 문서에서 보존된 문서. 2013년 1월 2일에 확인함.
3. ↑  Ashdown, Jeremy (2010년 11월 11일). “This is Minecraft”. 《IGN》. 2013년 1월 27일에 원본 문서에서 보존된 문서. 2013년 1월 2일에 확인함.
4. ↑  Tito, Greg (2010년 10월 4일). “Player Creates Working Computer in Minecraft”. 《The Escapist》. Alloy Digital. 2010년 10월 8일에 원본 문서에서 보존된 문서. 2011년 1월 4일에 확인함.
5. ↑  Persson, Markus (2011년 3월 10일). “Terrain generation, Part 1”. Mojang. 2011년 3월 12일에 원본 문서에서 보존된 문서. 2010년 10월 24일에 확인함.
6. ↑  Bergensten, Jens (2011년 2월 23일). “A Short Demystification of the 'Map Seed'”. Mojang. 2012년 10월 7일에 원본 문서에서 보존된 문서. 2012년 10월 6일에 확인함.
7. ↑  Miller-Watt, Josh. “Minecraft beginner's guide”. 《GamesRadar》. 퓨처 (기업). 2012년 7월 11일에 원본 문서에서 보존된 문서. 2012년 10월 24일에 확인함.
8. ↑  Meer, Alec (2010년 10월 27일). “BiomeShock: The New Minecraft Worlds”. 《Rock Paper Shotgun》. 2012년 11월 12일에 원본 문서에서 보존된 문서. 2013년 1월 2일에 확인함.
9. ↑  Phillips, Tom (2012년 1월 20일). “Minecraft jungle biome, creatures coming soon”. 《Eurogamer》. Eurogamer Network. 2013년 2월 3일에 원본 문서에서 보존된 문서. 2013년 1월 2일에 확인함.
10. ↑  Webster, Andrew (2015년 4월 27일). “You can finally choose to play as a girl in Minecraft”. 《The Verge》.
11. ↑  Quach, Michael (2010년 10월 7일). “How to edit your skin in Minecraft”. 《PC Gamer》 (미국 영어). 2020년 3월 19일에 확인함.
12. ↑  Senior, Tom (2012년 5월 24일). “Minecraft update snapshot includes trading, currency, new item and sandstone stairs”. 《PC Gamer》. 퓨처 (기업). 2013년 2월 3일에 원본 문서에서 보존된 문서. 2013년 1월 2일에 확인함.
13. 1 2 3  Cheshire, Tom (2014년 9월 15일). “Changing the game: how Notch made Minecraft a cult hit”. 《Wired》. 2020년 5월 7일에 확인함.
14. ↑  Cox, Alex (2018년 6월 13일). “The history of Minecraft”. 《TechRadar》. 2018년 8월 9일에 원본 문서에서 보존된 문서. 2019년 1월 17일에 확인함.
15. 1 2 3  Persson, Markus (2009년 10월 30일). “The origins of Minecraft”. Tumblr. 2018년 12월 12일에 원본 문서에서 보존된 문서. 2020년 5월 7일에 확인함.
16. 1 2  Handy, Alex (2010년 3월 23일). “Interview: Markus 'Notch' Persson Talks Making Minecraft”. Gamasutra. 2010년 5월 9일에 원본 문서에서 보존된 문서. 2010년 6월 26일에 확인함.
17. ↑  2 Player Productions (2013년 11월 8일). “Minecraft: The Story of Mojang”. 《YouTube》. 2014년 5월 3일에 원본 문서에서 보존된 문서. 2014년 5월 2일에 확인함.
18. ↑  Clark, Kristoff (2012년 3월 5일). “MINECRAFT MASTERMIND MARKUS PERSSON TO RECEIVE BAFTA SPECIAL AWARD”. 《Gamasutra》. 2019년 11월 27일에 원본 문서에서 보존된 문서. 2020년 7월 15일에 확인함.
19. ↑  Davies, Marsh (2012년 11월 10일). “Blockbuster – The Making of Minecraft”. 《PC Gamer》. 퓨처 (기업). 2012년 12월 15일에 원본 문서에서 보존된 문서. 2012년 12월 20일에 확인함.
20. ↑  Persson, Markus (2009년 5월 13일). “Cave game tech demo”. 《Tumblr》. 2020년 11월 11일에 원본 문서에서 보존된 문서. 2020년 11월 10일에 확인함.
21. ↑  “Minecraft (alpha)”. 《forums.tigsource.com》. 2020년 8월 9일에 확인함.
22. ↑  Smith, Graham (2012년 2월 6일). “The First Moments of Minecraft”. 《PC Gamer》. 퓨처 (기업). 2012년 12월 27일에 원본 문서에서 보존된 문서. 2013년 1월 1일에 확인함.
23. ↑  Persson, Markus (2010년 6월 28일). “The server is back up!”. 《Tumblr》. 2021년 6월 20일에 원본 문서에서 보존된 문서. 2020년 11월 10일에 확인함.
24. ↑  Persson, Markus (2020년 6월 30일). “I fixed a few bugs in /game/, and the game is now playable offline”. 《Tumblr》. 2020년 11월 11일에 원본 문서에서 보존된 문서. 2020년 11월 10일에 확인함.
25. ↑  Persson, Markus (2010년 7월 2일). “Seecret Friday update the third! OooooOOOoo!”. 《Tumblr》. 2020년 11월 13일에 원본 문서에서 보존된 문서. 2020년 11월 10일에 확인함.
26. ↑  McDougal, Jaz (2010년 7월 29일). “Community heroes: Notch, for Minecraft”. 《PC Gamer》. 퓨처 (기업). 2014년 10월 12일에 원본 문서에서 보존된 문서. 2010년 8월 3일에 확인함.
27. ↑  Cheshire, Tom (2012년 6월 6일). “Changing the game: how Notch made Minecraft a cult hit”. 《Wired UK》. 2012년 11월 24일에 원본 문서에서 보존된 문서. 2012년 10월 18일에 확인함.
28. ↑  Persson, Markus (2010년 9월 28일). “I'm sorry about the lack of updates”. Mojang. 2010년 10월 4일에 원본 문서에서 보존된 문서. 2010년 10월 18일에 확인함.
29. ↑  Persson, Markus (2010년 9월 6일). “Hiring some people, getting an office, and all that!”. Mojang. 2010년 9월 8일에 원본 문서에서 보존된 문서. 2010년 9월 6일에 확인함.
30. ↑  Persson, Markus (2010년 12월 11일). “Minecraft Beta: December 20, 2010”. Mojang. 2010년 12월 14일에 원본 문서에서 보존된 문서. 2010년 12월 21일에 확인함.
31. ↑  Persson, Markus (2011년 1월 3일). “2011, here we go!”. Mojang. 2011년 1월 6일에 원본 문서에서 보존된 문서. 2011년 1월 3일에 확인함.
32. ↑  Fernandez, Carlo (2012년 11월 17일). “Minecraft Full Version Available; MineCon Live Streaming”. 《International Business Times》. 2011년 11월 19일에 원본 문서에서 보존된 문서. 2012년 10월 17일에 확인함.
33. ↑  Persson, Markus (2011년 12월 2일). “Och med dom orden så passar jag micken”. 《The Word of Notch》 (스웨덴어). Mojang. 2011년 12월 27일에 원본 문서에서 보존된 문서. 2011년 12월 2일에 확인함.
34. ↑  Davies, Marsh (2012년 11월 24일). “The Future of Minecraft: what lies ahead for the all-conquering sandbox game?”. 《PC Gamer》. 퓨처 (기업). 2012년 11월 24일에 원본 문서에서 보존된 문서. 2012년 11월 24일에 확인함.
35. ↑  Bergensten, Jens (2012년 2월 28일). “Minecraft Team Strengthened!”. Mojang. 2013년 9월 27일에 원본 문서에서 보존된 문서. 2013년 9월 22일에 확인함.
36. ↑  Chalk, Andy (2014년 8월 21일). “Minecraft Bukkit team lead tries to end development, but Mojang steps in”. 《PC Gamer》. 2014년 8월 24일에 원본 문서에서 보존된 문서. 2020년 3월 18일에 확인함.
37. ↑  Walker, Alex (2014년 9월 5일). “Minecraft's CraftBukkit mod taken down by DMCA claim”. 《games.on.net》. 2015년 11월 23일에 원본 문서에서 보존된 문서. 2017년 5월 29일에 확인함.
38. ↑  Stuart, Keith; Hern, Alex (2014년 9월 15일). “Minecraft sold: Microsoft buys Mojang for $2.5bn”. 《The Guardian》 (영국 영어). ISSN 0261-3077. 2020년 8월 9일에 확인함.
39. ↑  “Minecraft to join Microsoft”. 《The Official Microsoft Blog》 (미국 영어). 2014년 9월 15일. 2020년 8월 9일에 확인함.
40. ↑  “Mojang”. 《www.mojang.com》. 2020년 8월 9일에 확인함.
41. ↑  Stuart, Keith (2014년 6월 24일). “Minecraft: how a change to the rules is tearing the community apart”. 《The Guardian》 (영국 영어). ISSN 0261-3077. 2021년 1월 1일에 확인함.
42. ↑  Bogart, Nicole (2014년 9월 15일). “Updated: September 15, 2014 8:35 pm Microsoft acquires 'Minecraft' maker for $2.5 billion”. Shaw Media. Global News. 2015년 5월 18일에 원본 문서에서 보존된 문서. 2015년 5월 2일에 확인함.
43. ↑  Peckham, Matt (2014년 9월 15일). “Minecraft Is Now Part of Microsoft, and It Only Cost $2.5 Billion”. 《Time》. 2014년 9월 15일에 원본 문서에서 보존된 문서. 2014년 9월 15일에 확인함.
44. ↑  Bass, Dina (2014년 9월 15일). “Microsoft to Buy Minecraft Maker Mojang for $2.5 Billion”. 《Bloomberg Business》. 2014년 9월 16일에 원본 문서에서 보존된 문서. 2014년 9월 16일에 확인함.
45. ↑  Sarkar, Samit (2014년 11월 6일). “Microsoft officially owns Minecraft and developer Mojang now”. 《Polygon》. Vox Media. 2014년 11월 30일에 원본 문서에서 보존된 문서.
46. ↑  Mac, Ryan (2015년 3월 3일). “Inside The Post-Minecraft Life Of Billionaire Gamer God Markus Persson”. 《Forbes》. 2015년 3월 20일에 원본 문서에서 보존된 문서. 2015년 3월 25일에 확인함.
47. ↑  Persson, Markus (2011년 1월 18일). “The web server is struggling, we're migrating”. Mojang. 2011년 1월 21일에 원본 문서에서 보존된 문서. 2011년 1월 26일에 확인함.
48. ↑  “Minecraft ray tracing is now live on PC—and it's a must-play, if you can”. Ars Technica. 2020년 4월 19일. 2020년 4월 19일에 확인함. 'Currently, that limits interested players to Nvidia's "RTX" line of GPUs, since AMD has not yet released its own compatible line. Strangely, a Mojang representative told Ars last week that this week's beta would function on non-RTX graphics cards, albeit at an abysmal frame rate.'
49. ↑  Lilly, Paul (2020년 12월 8일). “Minecraft with RTX launches out of beta with a built-in benchmark scene”. PC Gamer. 2020년 12월 8일에 확인함.
50. ↑  “Minecraft.net Credits”. 《Mojang》. 2012년 12월 26일에 원본 문서에서 보존된 문서. 2013년 1월 1일에 확인함.
51. ↑  “Minecraft's Composer Explains Why the Music Is 'So Weird'”. 《www.vice.com》 (영어). 2020년 8월 9일에 확인함.
52. ↑  “Minecraft Volume Alpha on Bandcamp”. 2011년 3월 4일. 2012년 9월 19일에 원본 문서에서 보존된 문서. 2012년 9월 25일에 확인함.
53. ↑  “Minecraft Volume Beta on Bandcamp”. 2013년 11월 9일. 2013년 11월 9일에 원본 문서에서 보존된 문서. 2013년 11월 9일에 확인함.
54. ↑  Stuart, Keith (2014년 11월 7일). “How Daniel Rosenfeld wrote Minecraft's music”. 《The Guardian》. 2017년 1월 6일에 원본 문서에서 보존된 문서.
55. ↑  Wiborgh, Thomas (2020년 4월 9일). “The Sound of Scary”. 《Minecraft.net》. 2020년 6월 1일에 확인함.
56. ↑  Wakeling, Richard (2020년 4월 8일). “Minecraft's Nether Update Will Have Music From Celeste Composer”. 《GameSpot》 (미국 영어). 2020년 4월 8일에 확인함.
57. ↑  Landin, Per (2020년 6월 17일). “The Nether Update has a date!”. 《Minecraft.net》. 2020년 6월 17일에 확인함.
58. ↑  베드락 에디션으로 통합됨
59. ↑   [www.youtube.com www.youtube.com] |url= 값 확인 필요 (도움말). |제목=이(가) 없거나 비었음 (도움말)
60. ↑  Donlan, Chris (2011년 11월 25일). “The Friday Game: Minecraft 4k”. 《Edge》. 퓨처 (기업). 2012년 10월 2일에 확인함.
61. ↑  “World of Minecraft Pocket Edition - Bedrock Engine”. 《MCPE Box》. 2020년 11월 12일에 원본 문서에서 보존된 문서. 2020년 12월 9일에 확인함.
62. ↑  “마인크래프트 공식 사이트에 있던 “스타크레프트” 수정”. 2020년 2월 15일. 2022년 4월 20일에 확인함.
63. ↑  “Minecraft (PC)”. 《Metacritic》. Fandom, Inc. 19 April 2012에 원본 문서에서 보존된 문서. 15 February 2021에 확인함.
64. ↑  “Minecraft: Playstation 4 Edition”. 《Metacritic》. Fandom, Inc. 21 March 2015에 원본 문서에서 보존된 문서. 15 February 2021에 확인함.
65. ↑  “Minecraft: Xbox One Edition”. 《Metacritic》. Fandom, Inc. 4 May 2015에 원본 문서에서 보존된 문서. 14 February 2021에 확인함.
66. ↑  “Minecraft: PlayStation 3 Edition”. 《Metacritic》. Fandom, Inc. 31 January 2014에 원본 문서에서 보존된 문서. 15 February 2021에 확인함.
67. ↑  “Minecraft: Switch Edition”. 《Metacritic》. Fandom, Inc. 15 February 2021에 확인함.
68. ↑  “Minecraft: PlayStation Vita Edition”. 《Metacritic》. Fandom, Inc. 8 May 2015에 원본 문서에서 보존된 문서. 15 February 2021에 확인함.
69. ↑  “Minecraft: Xbox 360 Edition”. 《Metacritic》. Fandom, Inc. 29 April 2012에 원본 문서에서 보존된 문서. 15 February 2021에 확인함.
70. ↑  “Minecraft: Wii U Edition”. 《Metacritic》. Fandom, Inc. 9 July 2016에 원본 문서에서 보존된 문서. 15 February 2021에 확인함.
71. ↑  “Minecraft: New Nintendo 3DS Edition”. 《Metacritic》. Fandom, Inc. 15 February 2021에 확인함.
72. ↑  “Minecraft: Pocket Edition”. 《Metacritic》. Fandom, Inc. 12 June 2013에 원본 문서에서 보존된 문서. 15 February 2021에 확인함.
73. ↑  “Minecraft PC Reviews”. 《1UP.com》. 2013년 2월 22일에 원본 문서에서 보존된 문서. 2011년 12월 18일에 확인함.
74. ↑  “Minecraft review”. 《Edge》. 퓨처 (기업). 2011년 11월 28일. 2013년 4월 4일에 원본 문서에서 보존된 문서. 2012년 6월 7일에 확인함.
75. ↑  Meer, Alec (2011년 11월 18일). “Minecraft Review • Reviews •”. 《Eurogamer》. Eurogamer Network. 2011년 12월 18일에 원본 문서에서 보존된 문서. 2011년 12월 18일에 확인함.
76. ↑  Meer, Alec (2011년 11월 18일). “Minecraft: Xbox 360 Edition Review”. 《Eurogamer》. Eurogamer Network. 2012년 5월 12일에 원본 문서에서 보존된 문서. 2011년 12월 18일에 확인함.
77. ↑  Biessener, Adam (2011년 11월 22일). “More Toy Than Game, But That's Okay − Minecraft − PC”. 《Game Informer》. GameStop. 2012년 8월 7일에 원본 문서에서 보존된 문서. 2012년 9월 25일에 확인함.
78. ↑  Cork, Jeff (2012년 5월 9일). “Minecraft Xbox 360 Edition”. 《Game Informer》. GameStop. 2013년 1월 11일에 원본 문서에서 보존된 문서. 2013년 1월 2일에 확인함.
79. ↑  Meunier, Nathan (2009년 5월 10일). “Minecraft Review”. 《GameSpot》. CBS Interactive. 2013년 10월 15일에 원본 문서에서 보존된 문서. 2011년 12월 18일에 확인함.
80. ↑  Meunier, Nathan (2009년 5월 10일). “Minecraft: Xbox 360 Edition”. 《GameSpot》. CBS Interactive. 2013년 12월 15일에 원본 문서에서 보존된 문서. 2011년 12월 18일에 확인함.
81. ↑  “GameSpy: Minecraft Review — Page 1”. 《GameSpy》. Glu Mobile. 2013년 2월 22일에 원본 문서에서 보존된 문서. 2011년 12월 18일에 확인함.
82. ↑  “Minecraft Review”. 《IGN》 (영어). 2020년 6월 1일에 확인함.
83. ↑  Albert, Brian (2014년 2월 13일). “Minecraft: Pocket Edition Review”. 《IGN》. IGN Entertainment. 2014년 3월 1일에 원본 문서에서 보존된 문서. 2014년 2월 28일에 확인함.
84. ↑  Gallegos, Anthony. “Minecraft (Xbox 360 Edition)”. 《IGN》. 2012년 5월 11일에 원본 문서에서 보존된 문서. 2011년 12월 18일에 확인함.
85. 1 2  Albert, Brian (2014년 1월 24일). “Minecraft PlayStation 3 Review – IGN”. 《IGN》. 2014년 1월 30일에 원본 문서에서 보존된 문서. 2014년 1월 30일에 확인함.
86. 1 2  Albert, Brian (2014년 9월 5일). “Minecraft PS4 And Xbox One Review – IGN”. 《IGN》. 2014년 9월 22일에 원본 문서에서 보존된 문서. 2014년 9월 22일에 확인함.
87. ↑  “Minecraft Switch Edition Review”. 《IGN》 (영어). 2020년 6월 1일에 확인함.
88. ↑  “Minecraft: Wii U Edition”. 《Nintendo Life》 (영어). 2016년 2월 5일. 2020년 6월 1일에 확인함.
89. ↑  “Minecraft: New Nintendo 3DS Edition”. 《Nintendo Life》 (영어). 2018년 8월 30일. 2020년 6월 1일에 확인함.
90. ↑  “Minecraft (Switch)”. 《Nintendo Life》 (영어). 2020년 6월 1일에 확인함.
91. ↑  McDougall, Jaz (2011년 12월 24일). “Minecraft review”. 《PC Gamer》. Future US. 2015년 4월 24일에 원본 문서에서 보존된 문서. 2015년 5월 19일에 확인함.
92. ↑  Khaw, Cassandra (2011년 11월 18일). “'Minecraft – Pocket Edition' Review – Bigger May Be Better”. 《TouchArcade》. 2018년 9월 20일에 확인함.
93. ↑  Musgrave, Shaun (2015년 10월 1일). “'Minecraft – Pocket Edition Version 0.12' Review – You've Come A Long Way, Stevie”. 《TouchArcade》. 2018년 9월 20일에 확인함.
94. ↑  Rossignol, Jim. “Building-block World”. 《PC Gamer UK》 (204).
95. ↑  Hindes, Daniel. “Trouble Down Mine”. 《PC PowerPlay》 (169).
96. ↑  Reinhart, Brandon (2010년 7월 28일). “Is that an Equalizer in your pocket?”. Valve. 2011년 7월 5일에 원본 문서에서 보존된 문서. 2010년 7월 28일에 확인함.
97. ↑  Stuart, Keith; MacDonald, Keza (2019년 9월 19일). “The 50 best video games of the 21st century”. 《The Guardian》. 2019년 9월 20일에 확인함.
98. ↑  Hall, Charlie (2019년 11월 7일). “Why Minecraft is the most important game of the decade”. 《Polygon》. 2019년 11월 9일에 원본 문서에서 보존된 문서. 2019년 11월 9일에 확인함.
99. ↑  Kain, Erikmine (2019년 12월 31일). “The Best — And Most Important — Video Games Of The Decade”. 《Forbes》. 2020년 1월 1일에 원본 문서에서 보존된 문서. 2019년 1월 2일에 확인함.
100. ↑  Hetfeld, Malindy (2020년 6월 19일). “Minecraft inducted into the World Video Game Hall of Fame”. 《PC Gamer》. 2020년 6월 20일에 확인함.
101. ↑  Orland, Kyle (2011년 4월 6일). “Minecraft Draws Over $33 Million In Revenue From 1.8M Paying Customers”. Gamasutra. 2013년 10월 16일에 확인함.
102. ↑  Johnson, Soren (2012년 2월 6일). “Design success means knowing what to do with feedback”. Gamasutra. 2013년 10월 16일에 확인함.
103. ↑  Silverman, Matt (2010년 10월 1일). “Minecraft: How Social Media Spawned a Gaming Sensation”. 《Mashable》. Mashable Inc. 2012년 12월 30일에 원본 문서에서 보존된 문서. 2012년 12월 28일에 확인함.
104. ↑  Tong, Sophia (2011년 8월 28일). “Mining data from Minecraft”. 《GameSpot》. CBS Interactive. 2013년 12월 4일에 원본 문서에서 보존된 문서. 2012년 12월 28일에 확인함.
105. ↑  “Most popular videogame on YouTube”. 2020년 10월 14일. 2020년 11월 22일에 확인함.
106. ↑  http://www.gamemeca.com/news/news_view.html?seq=4&ymd=20110404&page=1&point_ck=&search_ym=&sort_type=&search_text=&send=&mission_num=&mission_seq=
107. ↑  https://www.ted.com/talks/stuart_duncan_how_i_use_minecraft_to_help_kids_with_autism?language=ko
108. ↑  Webster, Andrew (2011년 7월 27일). “Living under a blocky shadow: the world of Minecraft clones”. 《Ars Technica》. 2012년 12월 3일에 원본 문서에서 보존된 문서. 2012년 10월 17일에 확인함.
109. ↑  Francis, Tom (2013년 1월). “Minecon celebrates a vast community”. 《PC Gamer》 (UK): 11.

### 참고 문헌
- Gallagher, Colin (2014). 《Minecraft in the Classroom: Ideas, Inspiration, and Student Projects for Teachers》. Berkeley, CA: Peachpit Press. ISBN 978-0-13-385801-3.
- Garrelts, Nate (2014). 《Understanding Minecraft: Essays on Play, Community and Possibilities》. Jefferson, NC: McFarland & Company. ISBN 978-0-7864-7974-0.
- Goldberg, Daniel (2013). 《Minecraft: The Unlikely Tale of Markus "Notch" Persson and the Game That Changed Everything》. New York: Seven Stories Press. ISBN 978-1-60980-537-1.